# Sibirtelekom
Sibirtelekom (russisch Сибирьтелеком) war ein Telekommunikationsunternehmen in Russland mit Sitz in Nowosibirsk, das im RTS-Index am Russian Trading System gelistet ist.
Das Unternehmen war ein Tochterunternehmen der staatlichen Holding Svyazinvest. Seit dem 1. April 2011 ist das Unternehmen eine Filiale des gesamtrussischen Telekommunikationsunternehmens Rostelekom mit dem Namen Sibir.
Das Unternehmen wurde am 1. Juni 1992 gegründet und deckt rund 29 Prozent der Fläche Russlands im Bereich seiner Dienstleistungen ab.
Das Unternehmen hat 2006 bei einem Umsatz von ca. 883 Millionen Dollar einen Gewinn von ca. 52 Millionen Dollar erzielt (vorläufige Zahlen).

## Regionale Tochterunternehmen von Sibirtelecom
- Altaitelekom, Barnaul, Region Altai
- Gorno-Altaitelekom, Gorno-Altaisk, Republik Altai
- Electroswjas, Oblast Irkutsk
- Electroswjas, Oblast Kemerowo
- Electroswjas, Region Krasnojarsk
- Electroswjas, Nowosibirsk
- Electroswjas, Oblast Omsk
- Electroswjas, Autonomer Kreis der Aginer Burjaten
- Tomsktelekom, Oblast Tomsk
- Chakass subsidiary, Chakassien
- Tschitatelekom, Oblast Tschita